# Haskerhorne
Haskerhorne (en frison : Haskerhoarne) est un village de la commune néerlandaise de De Fryske Marren, situé dans la province de Frise.

## Géographie
Haskerhorne est limitrophe de Joure, le chef-lieu de la commune, à l'ouest, et des villages de Vegelinsoord au nord, Oudehaske à l'est, Rotsterhaule au sud-est, Ouwsterhaule au sud et Scharsterbrug au sud-ouest.

## Histoire
Haskerhorne est un village de la commune de Skarsterlân avant le 1er janvier 2014, date à laquelle celle-ci fusionne avec Gaasterlân-Sleat et Lemsterland pour former la nouvelle commune de De Friese Meren, devenue De Fryske Marren en 2015.

## Démographie
Le 1er janvier 2018, le village comptait 370 habitants.